# Чабанівка (Кам'янець-Подільський район)

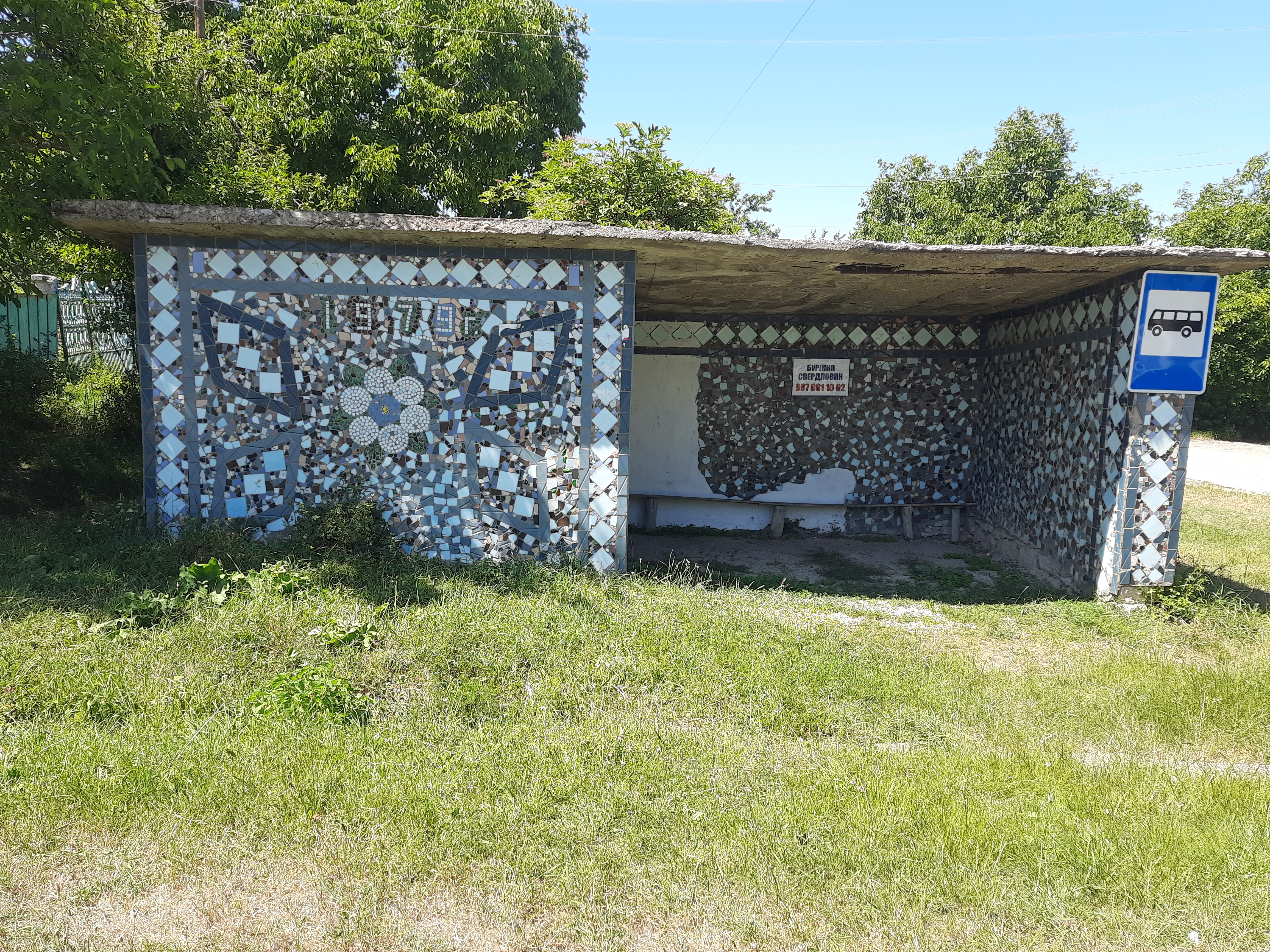
Автобусна зупинка

Чабані́вка — село Кам'янець-Подільського району Хмельницької області.

## Назва
Місцева легенда про походження назви засвідчує:
| | \| «Давно це було… літ, певне, більш, як триста буде, попасом, попасом ішла собі отара, а за нею, не поспішаючи, тягнувся і чабан — все обочами, горбами, долинами. так дійшли вони аж до великої розлогої балки. Розійшлися вівці, скубають зелену травичку. А чабан скинув шапку, витерся рукавом та й став розглядатися довкола. Куйовдить вітер його сиву чуприну, полоще полотняну сорочку, припікає сонце наморщене чоло. Звисає з плеча торбина з харчами. А чабан, опершись на ґирлигу, думає про своє. Промайне літо, настануть холоди, закружляють хурделиці. Де зимувати з худібкою? Припала йому до душі оця місцина. І сказав тоді до себе чабан: «Буду селитись отут!» І поселився. Збудував хатину, кошару та й зажив зі своєю родиною. Випасав овечок, напував їх із струмочка чистою водицею, а взимку балка захищала від холодних вітрів. Минав час, виростали діти, а за ними — онук і правнуки. Ставали чабанами, селились тут же. Розросталось чабанське поселення, яке пізніше люди назвали — Чабанівка». \| |
| «Давно це було… літ, певне, більш, як триста буде, попасом, попасом ішла собі отара, а за нею, не поспішаючи, тягнувся і чабан — все обочами, горбами, долинами. так дійшли вони аж до великої розлогої балки. Розійшлися вівці, скубають зелену травичку. А чабан скинув шапку, витерся рукавом та й став розглядатися довкола. Куйовдить вітер його сиву чуприну, полоще полотняну сорочку, припікає сонце наморщене чоло. Звисає з плеча торбина з харчами. А чабан, опершись на ґирлигу, думає про своє. Промайне літо, настануть холоди, закружляють хурделиці. Де зимувати з худібкою? Припала йому до душі оця місцина. І сказав тоді до себе чабан: «Буду селитись отут!» І поселився. Збудував хатину, кошару та й зажив зі своєю родиною. Випасав овечок, напував їх із струмочка чистою водицею, а взимку балка захищала від холодних вітрів. Минав час, виростали діти, а за ними — онук і правнуки. Ставали чабанами, селились тут же. Розросталось чабанське поселення, яке пізніше люди назвали — Чабанівка». | |

## Географія
Подільське село Чабанівка розкинулось на подільській височині в південно-західній частині України, за 43 кілометра автошляхами від міста Кам'янець-Подільський. Біля села протікає річка Ушиця.

### Клімат
Чабанівка знаходяться в межах вологого континентального клімату із теплим літом, у так званому «теплому Поділлі», тут весна настає на 2 тижні раніше. Але діяльність людини досить часто призводить до екоциду, поганих змін та глобального потепління. Рівень наповнення річок водою по області становить лише 20 % від необхідного стандарту, значна частина земної поверхні стає посушливою. Для покращення ситуації варто було б проводити ревайлдинг, відновлювати екосистеми та лісові насадження.

## Історія
Село відоме із середини XVI століття. У Чабанівці знайдено знаряддя праці трипільської культури.
| Текст вилучений зі статті через підозру в порушенні авторських прав |
| --- |
| Текст, що раніше перебував на цій сторінці, запідозрено в порушенні авторських прав на текст із таких джерел: https://kraimuz.km.ua/wp-content/uploads/2021/10/hks_8_w.pdf Дата, коли було знайдено порушення: 2 серпня 2025. Тому, хто повісив цей шаблон: На сторінку обговорення користувача, який розмістив цю статтю, варто додати повідомлення {{subst:nothanks cv\|Чабанівка (Кам'янець-Подільський район)\|url=https://kraimuz.km.ua/wp-content/uploads/2021/10/hks_8_w.pdf. |
| До уваги користувача, який розмістив цю статтю Не редагуйте статтю зараз, навіть якщо ви збираєтеся її переписати. Дотримуйтесь вказівок нижче. - Якщо власник авторських прав на зазначений вище матеріал дозволяє використовувати його на умовах GNU FDL без незмінюваних секцій та Creative Commons із зазначенням автора / розповсюдження на тих самих умовах, будь ласка, сповістіть про це на сторінці обговорення цієї статті. - Якщо правовласником є ви, додайте на зазначеному вище ресурсі примітку: «Матеріали дозволено використовувати на умовах GNU FDL без незмінюваних секцій та Creative Commons із зазначенням автора / розповсюдження на тих самих умовах». - Якщо дозволу на використання цього матеріалу немає, будь ласка, зробіть одне з двох: 1. Напишіть хоча б гарний накид статті на цій підсторінці. Зверніть увагу: не треба копіювати текст, що порушує авторські права, на зазначену підсторінку й редагувати його. Якщо ви взялися за написання нової статті, не забудьте сповістити про це на сторінці обговорення. 2. Залиште все як є, і тоді статтю буде вилучено. У випадку, якщо новий текст написано не буде, цю статтю буде вилучено через тиждень після появи цього попередження (детальніше див. документацію шаблону). Вихідний текст цієї статті з можливим порушенням копірайту можна знайти в історії змін. Зверніть увагу, що розміщення у Вікіпедії матеріалів, автор яких не надав явного дозволу на їхнє використання відповідно до ліцензії GNU FDL без незмінюваних секцій та Creative Commons із зазначенням автора / розповсюдження на тих самих умовах, може бути порушенням законів про авторське право. Користувачів, які додають до Вікіпедії такі матеріали, може бути тимчасово позбавлено права редагувати статті. Попри все, ми завжди раді вашим оригінальним статтям. Дякуємо. Цю сторінку внесено до категорії Вікіпедія:Можливе порушення авторських прав. |

Сільська церква збудована у 1776 році, краєзнавець Юхим Сіцінський описував, що побудована дерев’яна церква на честь Святого Миколая з одним куполом була освячена 22 травня 1776 року, парафія складалася зі села Чабанівки та присілка Раколупинці. Кількість парафіян становила 650 чоловіків і 580 жінок, православного віросповідання. Церква неодноразово, в 1852, 1884 і 1898 роках ремонтувалася. При церкві функціонувала, відкрита в 1892 році, церковно-парафіяльна школа[джерело?].
Селом володіли Степан з давнього литовського роду Токарів та княгиня пані Лаура Токаржевська з роду Янішевських. 1910—1918 роках їх син Ян Токаржевський-Карашевич мешкав та управляв маєтностями в селі Чабанівка.
На початку ХХ століття священиком сільської церкви був Петро Ступницький[джерело?].
7 (20) листопада 1917 року, відповідно до Третього Універсалу Української Центральної Ради, село Чабанівка увійшло до складу Української Народної Республіки.
Внаслідок поразки визвольних змагань на початку XX століття, село надовго окуповане російсько-більшовицькими загарбниками.
Радянська окупація принесла колективізацію та розкуркулення, мешканці села зазнали репресій. Як засвідчували старожили, хрести та надмогильні плити зі старого цвинтаря місцеві комуністи за вказівкою вищої більшовицької влади забрали на будівництво колгоспної комори в роки колективізації.[джерело?]
В 1932–1933 селяни села пережили жахливі події — Голодомор.
Після завершення Другої світової війни у 1946—1947 роках село вчергове пережило голод.
Радянський період у Чабанівці знаходилась центральна садиба колгоспу, який в свій час обробляв 2,8 тис. гектарів орної землі. У ньому були основні галузі виробництва — рільництво та м'ясо-молочне тваринництво.
В 1981 році почалось заповнення басейну Дністра водою, яке тривало шість років, внаслідок цього затоплено долину річки Ушиця поблизу села та ряд сіл на цій річкі: Ушиця, Кривчани, Раколупинці, Чугор, Яр Косиковецький.
З 1991 року село в складі незалежної України.
7 вересня 2017 року шляхом об'єднання сільських рад село увійшло до складу Староушицької селищної громади. Об'єднання в громаду має створити умови для формування ефективної і відповідальної місцевої влади, яка зможе забезпечити комфортне та безпечне середовище для проживання людей.
Колишній орган місцевого самоврядування — Чабанівська сільська рада.

## Населення
На 1893 рік в селі нараховувалось 154 двори та 975 мешканців[джерело?].
За станом на 1998: дворів — 267, мешканців — 671 особа.
За переписом населення України 2001 року в селі мешкало 652 особи.

### Мова
У селі поширені західноподільська говірка та південноподільська говірка, що відносяться до подільського говору, який належить до південно-західного наріччя.
Розподіл населення за рідною мовою за даними перепису 2001 року:
| Мова       | Відсоток |
| ---------- | -------- |
| українська | 98,78 %  |
| російська  | 1,07 %   |
| румунська  | 0,15 %   |

## Інфраструктура
На території села працюють: два магазини, пошта, дитячий садочок, ліцей, бібліотека, ФАП, будинок культури.
Неймовірною окрасою є повноцінний народний музей історії села «Чабанівка».
2021 року меморіальну дошку Яну Токаржевському-Карашевичу відкрили на стіні Чабанівського ліцею у селі.

## Економіка
Місцеві мешканці на життя заробляють важкою працею, лікарські трави збирають, гриби у місцевому лісі, кожен має город та невеликий садочок біля обійстя.
На території громади працюють 4 підприємства, займаються вони вівцями, сіють зернові.
- Еко-ферма «LACON».

## Відомі люди

### Народилися
- Токаржевський-Карашевич Ян — український дипломат і геральдист. Надзвичайний і Повноважний Посол УНР в Османській імперії.
- Струманський Василь Петрович — доктор педагогічних наук.

### Перебували, проживали
- Лашко Володимир Ілліч — український художник, скульптор, дизайнер.
- Гурскіс Лаймонас Лаймонсович — політичний діяч, підприємець.[8]

## Охорона природи
Село лежить у межах національного природного парку «Подільські Товтри».